# Alessandro Schuster
Alessandro Emanuel Schuster (* 14. Februar 2002 in Berlin) ist ein deutscher Schauspieler.

## Leben
Alessandro Schuster konnte 2015 seine erste Schauspielerfahrung im dffb-Kurzfilm Beschwerden eines Jünglings (auch Hardships of a Youth) im Alter von 13 Jahren sammeln, in dem er die Hauptrolle unter der Regie von Lasse Holdhus spielte.
Seine Fernsehkarriere startete 2016 im Dresdner Tatort, wo er in insgesamt sieben Filmen in der Rolle Aaron Gorniak (Sohn von Kommissarin Karin Gorniak) zu sehen war. Sein Ausstieg erfolgte 2021 auf eigenen Wunsch.
Auf der TINCON 2017 in Berlin war Schuster als Redner tätig und erklärte Jugendlichen, wie man sein eigenes Kurzfilm-Projekt starten kann. Anfang 2017 drehte er seinen eigenen Kurzfilm Der Junge mit dem Teddy, wofür er das Drehbuch schrieb, Regie führte, selbst eine kleine Rolle übernahm und Editor des Films war. Vor der Kamera standen u. a. Ole Hermann, Merlin Rose, Inga Dietrich und Peter Trabner. Der Film hatte ein Preview-Screening auf der TINCON Berlin 2018 und gewann Auszeichnungen in England, Los Angeles und Deutschland.
Im Sommer 2017 entschloss sich Alessandro Schuster, seinen zweiten Vornamen Emanuel nicht mehr öffentlich zu verwenden.
Im September 2017 drehte er mit Til Schweiger für dessen Film Klassentreffen 1.0, der am 20. September 2018 in die Kinos kam und über eine Million Kinobesucher anzog. 2018 war Schuster in mehreren Fernsehserien zu sehen, darunter SOKO Leipzig, Letzte Spur Berlin und Der Lehrer.
2019 stand er für die Fortsetzung von Klassentreffen 1.0 Die Hochzeit erneut unter Regie von Til Schweiger vor der Kamera und drehte in einer Hauptrolle für den ARD Degeto Fernsehfilm Papa auf Wolke 7, im darauffolgenden Jahr wirkte er in drei Episoden der erfolgreichen Amazon-Serie Deutschland 89 mit.
Im April 2022 verkörperte er im Polizeiruf Rostock: Seine Familie kann man sich nicht aussuchen die Hauptrolle des drogenkranken flüchtigen Max, der bei einer Pflegefamilie großgeworden ist und für den Mord an seinem besten Freund und dessen Mutter unter Verdacht steht. Ab der dritten Staffel der international erfolgreichen Sky Original Serie Das Boot stieß Schuster zum Hauptcast in der Rolle Pauli Müller hinzu, mit der er in der vierten und letzten Staffel den Serientod starb.
Anfang 2023 spielte er in Dominik Grafs Liebesdrama Gesicht der Erinnerung die männliche Hauptrolle an der Seite von Verena Altenberger. Der Film erzählt von der Amour fou einer Frau Mitte 30 mit einem jungen Mann, die sie umgekehrt schon einmal in jungen Jahren erlebt hat. Die Weltpremiere fand 2022 im Wettbewerb des Filmfest München statt.
Es folgten Ensemblehauptrollen in den ZDF-Eventserien Die zweite Welle und Was wir fürchten. Letztere brachte ihm 2025 den Preis der Deutschen Akademie für Fernsehen in der Kategorie "Beste männliche Nebenrolle" ein. Darüber hinaus verkörpert er in dem von Constantin Film produzierten Fantasy-Epos Hagen - Im Tal der Nibelungen die Rolle des Giselher, welcher 2024 im Kino zu sehen war und für 2025 als spektakuläre Event-Serie in Zusammenarbeit mit RTL+ und RTL unter dem Titel "Die Nibelungen: Kampf der Königreiche" angekündigt wurde. Die von Cyrill Boss und Philipp Stennert inszenierte Hybrid-Verfilmung zählt zu den teuersten und aufwändigsten deutschen Produktionen. Im selben Jahr erhielt er den Askania Award in der Kategorie "Shootingstar".
2025 ist er in der erfolgreichen ARD-Miniserie "Levi Strauss und der Stoff der Träume", welche ein Jahr zuvor beim Filmfest München unter dem Titel "Call me Levi" Weltpremiere feierte, als Mafia-Sohn Henry Eddy zu sehen gewesen und spielte in der ZDF-Highschool-Dramedyserie "Club der Dinosaurier" den Klassenbully Rick, welcher sich durch Einnahme fälschlicher Pillen nach und nach in einen Dinosaurier verwandelt. Für die Transformation saß Schuster bis zu viereinhalb Stunden in der Maske, da diese aufwändigst von der international tätigen SFX-Firma Twilight Creations angefertigt wurde. Die Serie thematisiert unter anderem Toxische Männlichkeit, wofür die Dinosaurier-Transformation als satirisches Sinnbild stehen soll.
Alessandro Schuster lebt in seiner Geburtsstadt Berlin.

## Filmografie (Auswahl)
- 2015: Beschwerden eines Jünglings (Kurzfilm)
- seit 2016: Tatort Dresden (Fernsehreihe)
  - 2016: Auf einen Schlag
  - 2016: Der König der Gosse
  - 2017: Level X
  - 2018: Déjà-vu
  - 2018:  Wer jetzt allein ist
  - 2019: Das Nest
  - 2021: Unsichtbar
- 2017: Magda macht das schon! (Fernsehserie, Folge: Schutzgeld)
- 2017: Großstadtrevier (Fernsehserie, Folge: Hunde, die bellen)
- 2017: In aller Freundschaft (Fernsehserie, Folge: Zu viel verlangt)
- 2018: Klassentreffen 1.0 (Kinofilm)
- 2019: Der Lehrer (Fernsehserie, Folge: Einfach mal Klartext geredet...)
- 2019: Letzte Spur Berlin (Fernsehserie, Folge: Übergang)
- 2019: Beck is back! (Fernsehserie, Folge: Die Lehrerin)
- 2019: Hüftkreisen mit Nancy (Fernsehfilm)
- 2019: SOKO Leipzig (Fernsehserie, Folge: Mord im Klassenzimmer)
- 2020: Die Hochzeit (Kinofilm)
- 2020: In aller Freundschaft – Die jungen Ärzte (Fernsehserie, Folge: Menschliche Makel)
- 2020: Ausgebremst (Fernsehserie, Folge „Vera“)
- 2020: Deutschland 89 (Fernsehserie)
- 2020: Papa auf Wolke 7 (Fernsehfilm)
- 2020: Notruf Hafenkante (Fernsehserie, Folge: Der Mann auf der Brücke)
- 2020: Die Bergretter (Fernsehserie, Folge: Im Gipfelbuch)
- 2020: SOKO Leipzig (Fernsehserie, Folge: Der gefesselte König)
- 2022: Polizeiruf 110: Seine Familie kann man sich nicht aussuchen (Fernsehreihe)
- 2022: Das Boot – Staffel 3 (Fernsehserie)
- 2022: Gesicht der Erinnerung (Fernsehfilm)
- 2023: Die Pfefferkörner (Fernsehserie, Folge: "Vertrauensprobe")
- 2023: Was wir fürchten (Fernsehserie)
- 2024: Das Boot – Staffel 4 (Fernsehserie)
- 2023: Die zweite Welle (Fernsehserie)
- 2024: Erzgebirgskrimi (Filmreihe, Folge: Die Tränen der Mütter)
- 2024: Reset – Wie weit willst du gehen?
- 2024: Levi Strauss und der Stoff der Träume (Fernsehserie)
- 2024: Hagen – Im Tal der Nibelungen
- 2024: Hungry (Fernsehserie)
- 2025: Club der Dinosaurier (Fernsehserie)

### Eigene Filmprojekte
- 2017: Der Junge mit dem Teddy (Kurzfilm) (Drehbuch, Regie, Produktion, Darsteller, Schnitt)

### Sprechertätigkeiten (Auswahl)
- 2022: Früher oder später - Emrahs Leben nach der Abschiebung - Regie: Johanna Bentz (Deutschlandfunk Kultur Radiofeature)
- 2022: Dying Light 2: Bloody Ties (Videospiel)
- 2024: Sörensen macht Urlaub - Regie: Sven Stricker (Deutschlandfunk Kultur Hörspiel)